# Grüner Punkt

Das auch als „grüner Punkt“ bezeichnete und 1990 eingeführte Sinnbild

Die Marke Der Grüne Punkt, teils auch nur als Der Punkt bezeichnet, ist weltweit geschützt und gilt überwiegend in Europa als Finanzierungszeichen für die Teilnahme an dualen Sammel- und Verwertungssystemen. Das Sinnbild wird für fast alle europäischen dualen Sammel- und Verwertungssysteme in der Mülltrennung angeboten, ist allerdings nur in wenigen Ländern vorgeschrieben. Es ist international (weltweit) ein geschütztes Markenzeichen, und wird über Lizenznahme abgewickelt.

## Weitere Einzelheiten
Das Sinnbild besagt, dass so gekennzeichnete Verpackungen eines Produktherstellers bzw. -vertreibers an einem Dualen System beteiligt sind und der Hersteller den Beitrag zur Finanzierung der Verpackungssammlung und -verwertung vorab für die Verpackung übernommen hat. Die Verpackungsmaterialien wandern in die Abfallsammlung der dualen Systeme, die über die Beteiligungsentgelte finanziert werden. Mit den Beteiligungsentgelten wird in Deutschland die Sammlung, Sortierung und Verwertung durch Entsorger finanziert. In den meisten Staaten übernimmt ein privatwirtschaftliches Unternehmen – oder einige wenige – die Abwicklung der Vergabe der Lizenzen und die Abrechnung und Verteilung der gesetzlichen Abgaben an die Entsorger. Die Bedeutung von mit dem „Grünen Punkt“ gekennzeichneten Verkaufsverpackungen für den Konsumenten ist also: „Kann (restentleert) in die getrennte Sammlung für Verpackungen entsorgt werden“ – wie er zu trennen ist, ist etwa in den Abfallkalendern der Kommunen oder über die Webseiten der dualen Systeme nachzulesen.
Das Piktogramm besteht aus zwei in Kreisform miteinander verschlungenen Pfeilen in unterschiedlichen Farben. Der Punkt muss nicht grün sein, teils kann er auch schlicht der Verpackungsfarbe angepasst werden, um weitere Kosten für zusätzliche Druckfarben einzusparen.
Das System wurde 1991 von der Duales System Deutschland GmbH entwickelt. Seit 1997 ist der Grüne Punkt in der Richtlinie 94/62/EG geregelt. Das Zeichen wurde von Lars Oehlschlaeger entworfen, der sich dabei an das Symbol für Yin und Yang anlehnte.
Mit Inkrafttreten der aktuellen Fassung der Verpackungsverordnung zum 1. Januar 2009 besteht keine Pflicht mehr, das Registrierungssymbol „Grüner Punkt“ auf registrierten Verpackungen anzubringen.

## Nationales
- Fost Plus, französisch Le Point vert (Belgien)
- Grüner Punkt (Deutschland)

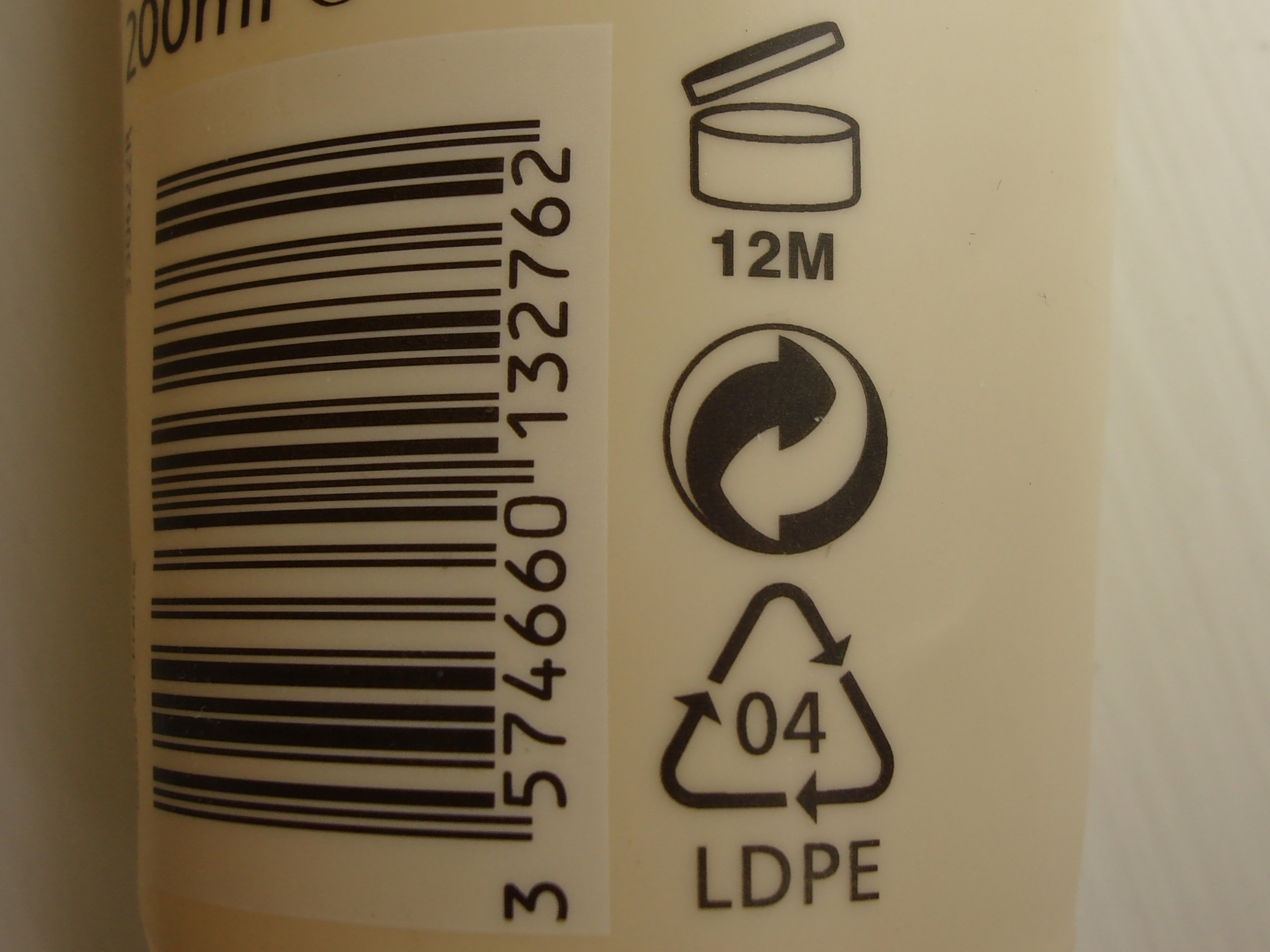
Verpackung, links Kennzeichnung mit EAN-Nummer und Barcode (Artikelnummer), rechts von oben nach unten: PAO-Symbol „Verwendung 12 Monate nach Öffnen“, Grünem Punkt „In den Müll entsorgen“ und SPI-Symbol „LDPE“ (Polyethylen, daher als Kunststoff zu trennen)

- Éco-Emballages, Le Point vert (Frankreich, auch mit der Tochterfirma Adelphe)
- CONAI, italienisch Il Punto Verde (Consorzio Nazionale Imballaggi, Italien)
- Grønt Punkt Norge, norwegisch I Grønt Punkt (Norwegen)
- Altstoff Recycling Austria, Der Punkt[7] (Österreich)

Die Schweiz verwendet nicht den Grünen Punkt, sondern in der Swiss Recycling (Verein Schweizerischer Recycling Organisationen) eigenständige Zeichen, die teils an den Standard CEN/CR 14311 angelehnt sind ().